# زندگی کوتاه
زندگی کوتاه (به انگلیسی: The Low Life) فیلمی محصول سال ۱۹۹۵ و به کارگردانی جورج هیکنلوپر است. در این فیلم بازیگرانی همچون شان آستین، روری کاکرین، ران لیوینگستون، جفرسون میز، سارا ملسون، کریستین مئولی، کیرا سجویک، شاونی اسمیت، جی تی والش، رنی زلوگر و جیمز لوگرو ایفای نقش کرده‌اند.